# Француска окупација Малте
Француска окупација Малте трајала је од 1798. до 1800. године. Генерал Наполеон Бонапарта освојио је острво на свом путу ка Египту. Французи спроводе бројне реформе у циљу укидања старог, феудалног поретка, на острву и успостављања републиканског уређења по узору на Прву француску републику. Британске снаге под вођством генерала Хорација Нелсона су, након уништења француске флоте (1798), предузеле двогодишњу опсаду Малте. Острво је освојено 1800. године након чега је претворено у британски протекторат.

## Освајање
Француска флота испловила је из Тулона 19. маја 1798. године. Експедицију је чинило преко 30.000 људи под командом генерала Наполеона Бонапарте. Мета је био османски Египат чије је освајање било неопходно како би се пресекле британске везе са Индијом. Француска флота је 9. јуна стигла до Валете, главног града острва Малта. Малтом и суседним острвима владали су витезови Јовановци који су током Француске револуције изгубили већину поседа. Велики мајстор тада је био Фердинанд фон Хомпеш цу Болхајм. Он је одбио Наполеонов захтев да дозволи целом француском конвоју да уђе у Валету дозвољавајући да само два француска мања брода уђу у град. Бонапарта је наредио флоти да бомбардује Валету што је и учињено 11. јуна. Француске снаге заузеле су седам стратешких тачака широм острва. Хоспиталци су се предали. Око 2000 Малтежана пружало је отпор који је угушен за 24 сата. Велики мајстор је обештећен поседима у Француској за себе и своје витезове. Бонапарта је створио француски гарнизон на острву. Око 4000 људи под командом Клод Анрија Белгранда де Вабое остао је на острву док је остатак експедиције 19. јуна отпловио ка Александрији.

## Реформе
Французи су спровели реформе у циљу претварања Малте у државу уређену по узору на Француску републику. Реформе се могу поделити у четири категорије. Након спровођења социјалних реформи, сваки становник Малте постао је једнак пред законом. Малтежани су сматрани за француске држављанине. Малтешко племство је укинуто, а робови су ослобођени. Установљена је слобода говора и штампе. Једини лист био је "Малтешки журнал" објављиван од стране владе. Јеврејска популација добила је дозволу за изградњу џамија. Административне реформе довеле су до тога да сви поседи Јовановаца пређу у руке француске владе. Француска Комисија управљала је острвом. Отваране су школе у селима и градовима, док је 60 студената добило право да се школује у Француској (реформа образовања). Спроведене су и реформе цркве. Црквене поседе преузела је влада. Укинута је инквизиција, а инквизитори су истерани са острва. Пљачка црквене имовине био је један од главних узрока устанка становништва против француских власти.